# May Our Chambers Be Full
May Our Chambers Be Full est un album collaboratif entre l'artiste Emma Ruth Rundle et le groupe sludge Thou. Il sort le 30 octobre 2020 sur le label Sacred Bones Records.
Albums d'Emma Ruth Rundle
On Dark Horses
(2018) Engine of Hell
(2021)
Albums de Thou
Magus
(2018)

## Liste des titres
| 1.    | Killing Floor    | 6:47 |
| 2.    | Monolith         | 3:23 |
| 3.    | Out of Existence | 3:43 |
| 4.    | Ancestral Recall | 3:55 |
| 5.    | Magickal Cost    | 4:10 |
| 6.    | Into Being       | 5:16 |
| 7.    | The Valley       | 8:58 |
| 36:12 |                  |      |

## Historique
Pour l'édition 2019 du Roadburn Festival Walter Hoeijmakers, l'organisateur de l'événement, propose à Thou et Emma Ruth Rundle de produire une œuvre originale ensemble. Après s'être produit ensemble, ils annoncent la sortie de May Our Chambers Be Full pour la fin de l'année 2020 sur le label Sacred Bones Records dans la collection Alliance Series, consacrée aux collaborations entre artistes du label et invités.

## Réception
May Our Chambers Be Full est extrêmement bien reçu par les critiques. Le Canal Auditif juge que les deux groupes apportent le meilleur de leurs savoir-faire entre la lourdeur des riffs répétitifs et entêtants de Thou et les mélodies envoûtantes de Emma Ruth Rundle. Bill van Cutten rappelle, dans sa critique pour Mowno, que les deux formations sont admiratives l'une de l'autre et partagent en plus une passion pour le punk DIY et la scène grunge de Seattle, ce qui explique l'alternance du son clair et du son saturé sur les couplets et refrains. Pour CoreandCo, les chants claires et saturées se marient à la perfection sans tomber dans la recette convenue de l'alternance basique des voix masculines et féminines. Toutefois, Pitchfork considère que l'album est plus intéressant en ce qu'il raconte sur les participants que sur les morceaux eux-mêmes.
May our Chambers Be Full fait partie du classement des meilleurs albums de l'année 2020 dans de très nombreuses rédactions. Il se retrouve à la première place du classement de la rédaction et à la seconde du classement des lecteurs du magazine New Noise,. Kerrang le positionne à la dixième place. Brooklynvegan le classe dans les 30 meilleurs albums de metal de 2020.

## Crédits

### Musiciens
- Emma Ruth Rundle : Chant et guitares
- Mitch Wells : Basse
- Matthew Thudium : Guitares
- Andy Gibbs : Guitares
- Bryan Funck : Chant
- Tyler Coburn : Batterie
- KC Stafford : Guitares et Chant
- Louis Michot : Violon sur The Valley

### Equipe technique
- James Whitten : Enregistrement, Mixage
- Adam Tucker : Mastering
- David Correll : Mise en page
- Craig Mulcahy : Photographies, Mise en page